# Евояха
Евояха (устар. Ево-Яха) — река в Ямало-Ненецком автономном округе Тюменской области России. Устье реки находится в 223 км от устья реки Пур по левому берегу. Длина реки составляет 201 км, площадь водосборного бассейна — 3970 км².
Берёт начало из безымянных озёр к северо-западу от г. Новый Уренгой.
Течёт сначала на юго-восток, после чего, в районе г. Новый Уренгой поворачивает почти строго на восток. Дальше, чуть севернее жилого района Лимбяяха, впадает в реку Пур. Местность в области реки, как правило, болотистая.

## Притоки
- 26 км: Тыдылъяха
- 47 км: Янгхадута
- 57 км: Юдэяха
- 63 км: Васюдоловаяха
- 69 км: река без названия
- 81 км: Халзутаяха
- 95 км: Мареловаяха
- 109 км: Нерояха
- 113 км: Енгаяха
- 123 км: Варенгаяха
- 127 км: Седэяха
- 147 км: Сидяхорловояха
- 158 км: Няхархорловаяха
- 166 км: Тетхорловаяха
- 172 км: Хасуйяха
- Самлянгхорловаяха
- 180 км: Матхорловаяха

## Данные водного реестра
По данным государственного водного реестра России относится к Нижнеобскому бассейновому округу, водохозяйственный участок реки — Пур. Речной бассейн реки — Пур.